# Teeglossar

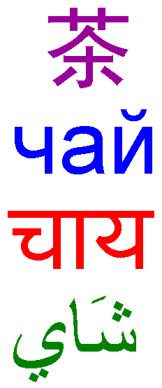
Bezeichnungen für Tee in verschiedenen Sprachen (Chinesisch, Russisch, Hindi und Arabisch)

In diesem Glossar werden mit Tee zusammenhängende Begriffe und Abkürzungen kurz in alphabetischer Reihenfolge erläutert. Für eine ausführlichere Erklärung siehe im Artikel Tee oder direkt unter den jeweiligen Lemmata.
| Inhaltsverzeichnis A B C D E F G H I J K L M N O P Q R S T U V W X Y Z |

## A
Assam
(asamiya অসম) ist ein großes Teegebiet in Nordindien. Assams sind dunkel und vollmundig und bilden die Basis für den Ostfriesentee.
Autumnal
Tee aus Herbstpflückung (Oktober und November), welcher eine nicht ganz so hohe Qualität wie der First oder Second Flush aufweist. Der Geschmack ist weich und vollmundig.

## B
Blattgrad
beim Sieben des getrockneten Tees entstehen unterschiedliche Blattgrößen, Blattgrade sind kein unmittelbares Qualitätsmerkmal. Eine Übersicht der Blattgrade findet sich unter Orange Pekoe.
Blend
eine Mischung unterschiedlicher Teesorten
BOP
Broken Orange Pekoe, Haupt-Broken-Grad in Sri Lanka (Ceylon), Südindien, Java und China
BOPF
Broken Orange Pekoe Fannings
BP
Broken Pekoe, braunschwarzer, schwerer Broken-Tee, überwiegend aus Indonesien, Ceylon und Südindien
BPS
Broken Pekoe Souchong, gröbste Blattsortierung unter den Broken Pekoes
Broken
Bezeichnung für den gebrochenen, kleinblättrigen Tee
Broken Orange Pekoe
bei herkömmlicher Verarbeitung der Hauptsortierungsgrad des Kurzblatt-Tees, siehe Orange Pekoe

## C
Caddy
Behälter zum Aufbewahren von Tee welcher oft aus Blech hergestellt wird. Das Wort kommt von malaiischen „kati“. Das Fassungsvermögen beträgt traditionell 1⅓ englische Pfund (~ 600 Gramm)
Catechine
Bitterstoffe im Tee, denen die gesundheitsfördernde Wirkung des Tees nachgesagt wird
Ceylon
bezeichnet die Teeanbaugebiete von Sri Lanka, nach Indien und China das drittgrößte Teeanbauland
Cha/Chai/Çay
sind verschiedensprachige Bezeichnungen für Tee. Chin. 茶 (chá), jap. 茶 (Cha), hind. चाय (Chai), russ. чай (Tschai), türk. Çay (Tschai), arab. شَاي (Schāy), port. chá (Scha).
Chadō
(jap. 茶道), die Japanische Teezeremonie als die höchste und vollendetste Form
Cha-sen
Bambusbesen zur Zubereitung von Matcha
Chop
nennt man die Tee-Ernte
Chun Mee
kräftiger chinesischer Grüntee, kleines Blatt, entspricht etwa dem FOP bei Schwarztee
Clean
Bezeichnung für Tees gleichmäßiger Sortierung und ohne Fremdkörper
Clonal
Bezeichnung für Tee der nur von einem Kultivar produziert wird
Cutter
Werkzeug zum Zerschneiden oder Brechen grober Teeblätter
CTC-Verfahren
für Crush, Tear, Curl, ein beschleunigtes industrielles Herstellungsverfahren für Schwarztees

## D
Darjeeling
(bengalisch: দার্জিলিং), bezeichnet den in Nordindien gelegenen westbengalischen Distrikt Darjeeling und den dort am Südhang des Himalayas gewonnenen Tee.
Dooars
(nepali: डुवर्स) Der Dooars-Tee wird am Fuße des Himalayas in dem nordindischen Anbaugebiet Duars (zwischen Assam und Darjeeling gelegen) angebaut.
Dust
wörtlich „Staub“, gesiebtes Teepulver, das überwiegend in Indien und anderen Ländern der Dritten Welt verwendet wird, auch für Aufgussbeutel

## E
Earl Grey
mit Bergamotte-Öl aromatisierter Schwarztee
Einwurf
hier werden die Stängel oder das Teeholz mitverarbeitet
English Blend
Handelsbezeichnung für eine Tee-Mischung, die aus Assam-, Ceylon- und Darjeeling-Sorten gemischt wird.

## F
Fannings
sind kleine, ca. 1 mm große Restpartikel, die in Aufgussbeuteln verarbeitet werden.
FBOP
Flowery Broken Orange Pekoe. Grober Broken-Tee mit einigen Blattspitzen. Kommt aus Assam, Indonesien, China und Bangladesch.
FBOPF
Flowery Broken Orange Pekoe Fannings. Broken-Tee mit einigen Blattspitzen und Fannings.
Fermentation
das Aufschließen und Oxidieren der Teeblätter in einer feuchten Umgebung
First Flush
die erste Ernte im Frühling. Meist dünner, aber aromatischer Aufguss.
Flowery
engl. „blumig“, attestiert dem Tee ein blumiges Aroma
Fluff
nennt man den haarigen Staub auf schwarzen Teeblättern
Flugtee
Flugtee wird ein besonders hochwertiger Tee bezeichnet, der aus den Anbauregionen direkt nach der Ernte eingeflogen wird, meist die erste Pflückung des Jahres
Flush
allgemein der Trieb eines Tee-Strauchs
FOP
Flowery Orange Pekoe. Grad der meisten einfachen indischen Blatt-Tees. Flowery beschreibt die zarten und feinen im Aufblühen begriffenen Blattanteile.
Formosa
alter Name der Insel Taiwan, der noch als Herkunftsbezeichnung für Tees verwendet wird
FTGFOP1
Finest Tippy Golden Flowery Orange Pekoe 1., hauptsächlich Darjeeling, teilweise auch Assam. Feinster Blattgrad, gleichmäßige Sortierung, tippy.

## G
GBOP
Golden Broken Orange Pekoe. Zweite Sortierung, hpts. aus Assam, uneinheitlich im Blatt.
Genmaicha
(jap. 玄米茶), mit gerösteten Reiskörnern versetzter japanischer Grüntee.
Gerbstoffe
im Tee haben verschiedene gesundheitsförderliche Wirkungen.
GFBOP
Golden Flowery Broken Orange Pekoe. Hauptsächlich in Assam produziert.
GFOP
Golden Flowery Orange Pekoe. Top-Grad des Tees.
Gunpowder
Herstellungsart bzw. Sorte von Grünen Tees. Frühjahrspflückung, bei der die jungen Blätter zu kleinen Kügelchen gerollt werden.
Gyokuro
(jap. 玉露) aromatisch-milder Schattentee, gilt als der höchstwertige japanische Grüne Tee

## H
Highgrown
auch Hochlandtee, Ceylon aus über 1300 m Höhe

## I
In-between
zwischen First- und Second-Flush, von April bis Mitte Mai geernteter Tee mit mild-spritzigem Aroma
Infusion
Lösung der wasserlöslichen Bestandteile der Teeblätter im Teewasser (auch „Aufguss“)

## J
Jasmintee
mit Jasminblüten versetzter Tee, vorwiegend aus China
Japanische Teezeremonie
(jap. 茶道 chadō oder sadō, dt. Teeweg; auch: 茶の湯 cha-no-yu, dt. heißes Wasser für Tee) ist das traditionell dem Zen nahestehende japanische Teeritual

## K
Karawanentee
Tee, der nicht über den billigeren Seeweg, sondern über den Landweg mit Karawanen nach Europa kommt.
Katechine
machen den Hauptbestandteil der Gerbsäuren im Tee aus.
Kluntje
spezieller Kandis für Schwarzen Tee, fester Bestandteil der ostfriesischen Teekultur
Kukicha
(jap. 茎茶), japanischer Grüntee aus Stielen und Blattrippen

## L
Lady Grey
mit Bergamotteöl, Orangen- und Zitronenschalen aromatisierter Schwarztee
Lapsang Souchong
(chin. 正山小種), geräucherter chinesischer Schwarztee
Lotustee
mit Lotusblüten aromatisierter Schwarztee

## M
Mate
Südamerikanisches Aufgussgetränk, gewonnen aus dem Mate-Strauch.
Masala Chai
süßer Gewürztee aus Indien, aus Schwarzem Tee, Milch und Gewürzen wie Kardamom.
Matcha
(jap. 抹茶), zu feinstem Pulver zermahlener Grüntee, der in der japanischen Teezeremonie verwendet wird.
MIF
Milk In First, die Milch wird vor dem Schwarztee in die Tasse eingeschenkt

## N
Natural Leaf
ganze grüne Teeblätter
Nilgiri
Nilgiri-Tee wird im südwestindischen Distrikt Nilgiris angebaut.

## O
Off-Grade
Orange Pekoe mit Holz oder Zweigen
Oolong
(chinesisch 烏龍茶, Pinyin wūlóng chá), traditionelle chinesische Teesorte, halbfermentierter Tee mit einer Oxidationszeit zwischen grünem und schwarzem Tee.
OP
Orange Pekoe. Der Standard-Ceylon- und Java-Tee. Zum Teil langes, drahtiges Blatt. Orange steht für die königliche Qualität des ganzen, großen Teeblatts, nach dem niederländischen Haus Oranien benannt.
OP Sup.
Orange Pekoe Superior. Tippy, nur aus Indonesien.
Ostfriesentee
verschiedene Teemischungen auf der Basis von Assam Second Flush. Vgl. auch Ostfriesische Teekultur.

## P
Pekoe
Pekoe bezeichnet den Sortierungsgrad aus kürzeren und gröberen Blättern als beim Orange Pekoe.
Pu-Erh-Tee
wird aus den Blättern des Quingmao-Baums gewonnen

## R
Rauchtee
Tees, die im Rauch eines Holzfeuers geräuchert werden
Regentee
Tees, die während der Monsunzeit gepflückt werden
Roter Tee
übliche Bezeichnung in Ostasien für schwarzen Tee

## S
Samowar
(russisch самовар) russische Teemaschine, in der der Tee in einem beheizten Kessel zubereitet wird
Schattentee
besonders hochwertige japanische Grüntees, die abgedeckt vor direkter Sonneneinstrahlung geschützt angebaut werden. Prominentester Vertreter ist der Gyokuro.
Second Flush
Tee aus der Sommerernte, zumeist dunkel und kräftig
Sencha
(jap. 煎茶) ist die am häufigsten angebaute Teesorte Japans.
SFTGFOP1
Special Finest Tippy Golden Flowery Orange Pekoe 1., höchste Gradierung
Shincha
(jap. 新茶), erste Ernte des Sencha-Tees
Sikkim
Der Sikkim-Tee stammt dem indischen Bundesstaat Sikkim, welcher nördlich des Anbaugebiets Darjeeling im Himalaya gelegen ist.
Souchong
gröbste Blattsortierung bei Schwarztees
Stalks
nennt man kleine Stöckchen und Äste, die bei der Produktion bestimmter Tees absichtlich nicht aussortiert werden. Kukicha etwa besteht ausschließlich aus gerösteten Stalks.

## T
Teerose
ist ein kleines dekoratives Bündel aus ausgesuchten (jungen) Teezweigen, die in China traditionell zur Teeherstellung bei besonders feierlichen Anlässen verwendet wird
TGBOP
Tippy Golden Broken Orange Pekoe. Feiner Broken aus Darjeeling und Assam, gleichmäßige Blattsortierung.
TGFOP
Tippy Golden Flowery Orange Pekoe. Hauptgrad in Darjeeling und Assam und steht für einen hohen Anteil an feinen Teeblättchen, an denen heller Flaum haftet, der auch nach der Fermentation erhalten bleibt und den beim Rollen austretenden, karamellisierenden Zellsaft bindet.
Theanin
ist ein wichtiger Geschmacksstoff im Tee.
TIF
Tea In First, der (Schwarz-)Tee wird vor der Milch in die Tasse geschenkt.
Tippy/Tip
bezeichnet die hellen, jungen Blattspitzen, die sich beim Aufguss nicht dunkel färben

## W
Welken
das Ausbreiten frischer Teeblätter in der Sonne, meist auf so genannten Welktrögen

## Y
Yunnan
(chinesisch 雲南 / 云南), chin. Teeprovinz, in der Nähe der indischen Teeregion Assam